# 五ノ里村
五ノ里村（ごのりむら）は、かつて岐阜県揖斐郡にあった村。
現在の大野町五之里に該当する。
加納村発足時は大野郡であったが、郡の合併により揖斐郡の村となっている。

## 歴史
- 1889年（明治22年）7月1日 - 町村制により、五ノ里村発足。
- 1897年（明治30年）4月1日[3] - 大野郡の一部と池田郡が合併して揖斐郡となる。
- 1897年（明治30年）4月1日 - 加納村、上磯村、郡家村、本庄村、下磯村、西座倉村、下座倉村、下南方村と合併し川合村が発足。同日五ノ里村廃止。